# Edificios del Parlamento de Columbia Británica
Los edificios del Parlamento de Columbia Británica (en inglés: British Columbia Parliament Buildings) se encuentran en Victoria, la capital de la provincia de Columbia Británica (Canadá). Albergan la Asamblea Legislativa de la Columbia Británica. El Speaker y el Serjeant-at-Arms figuran entre los responsables del recinto legislativo, que por ley incluye los edificios y terrenos del Parlamento. Los edificios neobarrocos miran hacia el norte en la calle Belleville frente al puerto interior y en diagonal frente al The Empress Hotel. En el jardín delantero se dispuso una estatua de la reina Victoria del Reino Unido, así como el Cenotafio de la Legislatura de Columbia Británica que conmemora a los nacidos en la provincia fallecidos en conflictos como la Primera Guerra Mundial, la Segunda Guerra Mundial, la guerra de Corea o la Guerra de Afganistán. Rematando de la cúpula central hay una estatua recubierta de oro del capitán George Vancouver.

## Historia
De 1856 a 1860, la Legislatura de la Colonia de la Isla de Vancouver se reunió en Bachelor's Hall en Fort Victoria. De 1860 a 1898 estuvo alojado en el primer edificio permanente en el Salón Legislativo o Tribunal del Consejo Legislativo, un edificio de madera de dos pisos junto con otros cuatro edificios (Oficina de Tierras, Oficina Colonial, Tribunal Supremo y Tesoro) conocidos coloquialmente por su forma como The Birdcages (Las Pajareras) (fue quemado en 1957).
La construcción de un nuevo edificio del Parlamento fue autorizada por primera vez por una ley de la legislatura provincial en 1893, la Parliament Buildings Construction Act. La provincia, deseosa de conmemorar su creciente estatus económico, social y político, convocó un concurso de arquitectura para construir un nuevo edificio legislativo en Victoria, después de superar The Birdcages, que tenían importantes corrientes de aire y goteras en ese clima húmedo. Francis Rattenbury, un reciente inmigrante inglés de 25 años, participó en el concurso y firmó sus dibujos con el lema «A BC Architect». Pasó a la segunda ronda, y firmó su propuesta «Por la reina y la provincia»; finalmente, ganó el concurso.
A pesar de muchos problemas, incluido el de exceder el presupuesto —el original era de 500 000 $ y el final fue 923 000 $—, los edificios del Parlamento de Columbia Británica comenzaron a funcionar oficialmente durante 1898. La gran escala de sus 152 m larga fachada andesita cúpula central y dos pabellones finales, la riqueza de su mármol blanco y la combinación de la rigurosa simetría barroca, el uso de cúpulas y masificación escultórica con las superficies rústicas del entonces popular estilo renacentista.
Su éxito le valió a Rattenbury muchos más encargos en Victoria y otras partes de la provincia, incluida la Biblioteca Legislativa (construida entre 1913-1915 y cuya piedra angular fue colocada por Arturo de Connaught), el diseño de la emperatriz. Hotel, la piscina cubierta Crystal Gardens cercana y el Palacio de Justicia de Vancouver (ahora la Galería de Arte de Vancouver ). La andesita de los edificios del Parlamento de la Columbia Británica es de la isla Haddington en el cinturón volcánico de Alert Bay. El granito utilizado para construir los edificios provino de Nelson Island, en la desembocadura de Jervis Inlet, en Sunshine Coast.
Además de los miembros electos de la Asamblea Legislativa, se ha concedido a dos organizaciones el privilegio de utilizar las Cámaras Legislativas durante el receso de diciembre de la legislatura: el Parlamento de la Juventud de Columbia Británica (desde 1924, excepto durante sus sesiones de fines de la década de 1940 y principios de la de 1950) y el Parlamento modelo de las universidades de Columbia Británica.
Durante los Juegos de la Mancomunidad de 1994, se llevaron a cabo conciertos de música gratuitos en los jardines frontales de los edificios, que atrajeron hasta 40 000 personas. Multitudes de tamaño similar se han reunido en el jardín delantero a lo largo de los años, desde protestas políticas y mítines, como durante la Crisis de Solidaridad de 1983, hasta celebraciones de varios tipos, incluidas las ceremonias del 150 a. C.

## Esculturas exteriores
La escultura de los edificios fue diseñada por el bibliotecario provincial, EOS Scholefield y ejecutada por Charles Marega y su asistente Bernard Carrier. Para el exterior de la biblioteca, Marega creó 14 figuras: Macuina, George Vancouver, Matthew Baillie Begbie, John McLoughlin, John Sebastian Helmcken, James Cook, James Douglas, Francis Drake, Alexander McKenzie, Simon Fraser, Lord Lytton, Anthony Musgrave, David Thompson y RC Moody. Carrier sacó doce figuras de mujeres, todas alegóricas, tres alrededor de cada una de las cuatro cúpulas del edificio.

## Controversia sobre los murales interiores
En 1932, el artista George Southwell recibió el encargo de pintar murales en la rotonda que representasen escenas de la historia de la Columbia Británica de 1792 a 1843. La obra se completó tres años después. Décadas más tarde, surgió una controversia sobre la representación de los aborígenes de la Costa Oeste en los murales, que ahora se consideraba degradante. Un mural, titulado Labor, retrataba a las mujeres aborígenes con el pecho desnudo acarreando madera mientras un hombre blanco las observaba; en otro, titulado Justicia, se mostraba a un jefe aborigen de pie ante un juez (se dice que es Matthew Baillie Begbie).
Un informe de 2001, encargado por el gobierno neodemócrata de la época, recomendó que los murales se reubicaran en un museo donde se pudieran ver con una perspectiva histórica. Sin embargo, como los murales estaban pintados sobre las paredes de la rotonda, el costo de removerlos se estimó en 280 000 $. En abril de 2007, la legislatura acordó eliminar los murales, y solo 3 de los 71 miembros votaron en contra de la moción. Desde esa votación, los murales han sido completamente restaurados y se han ocultado de la vista del público detrás de unos falsos tabiques.

## Galería

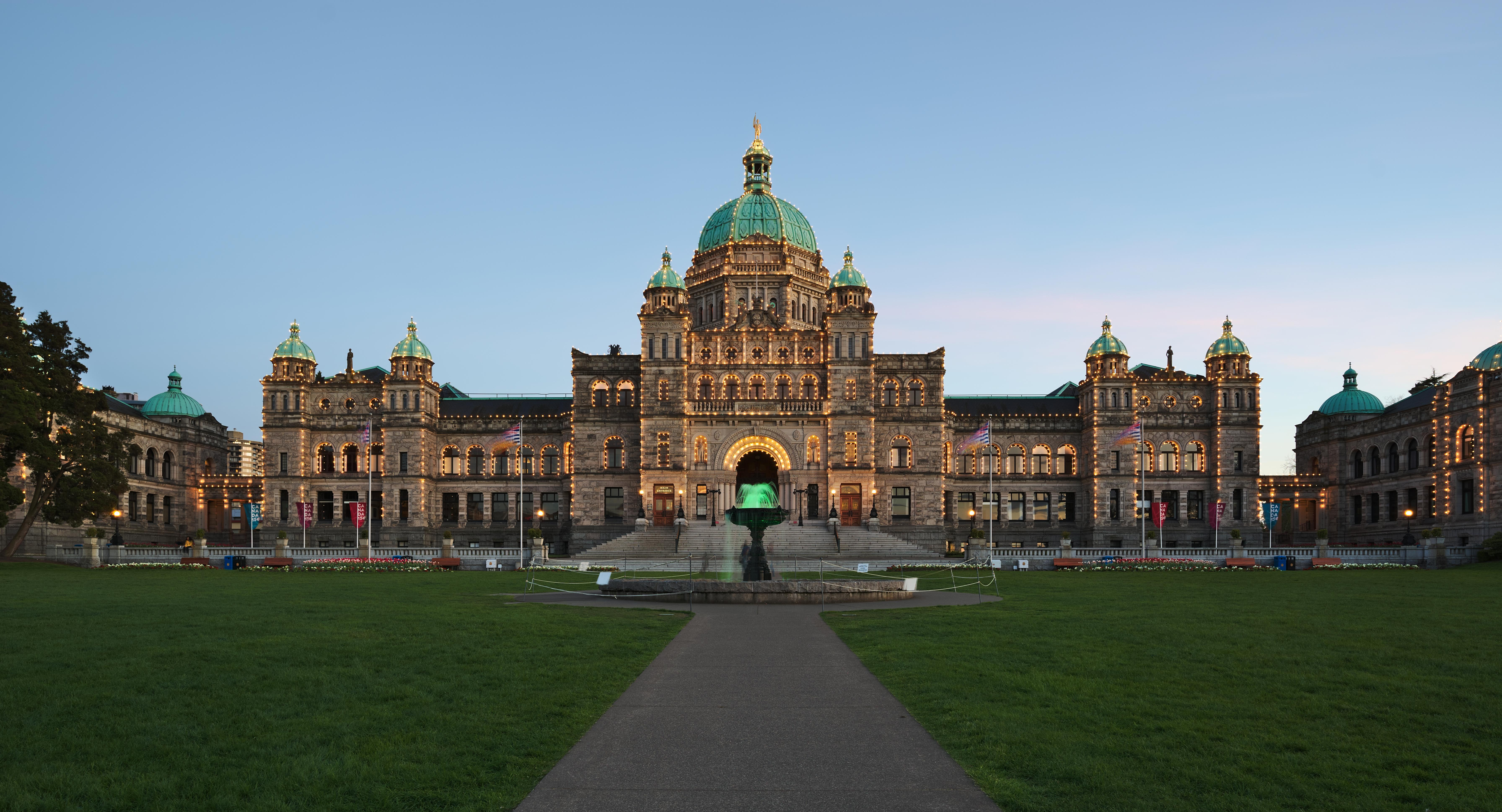
Los edificios iluminados al anochecer
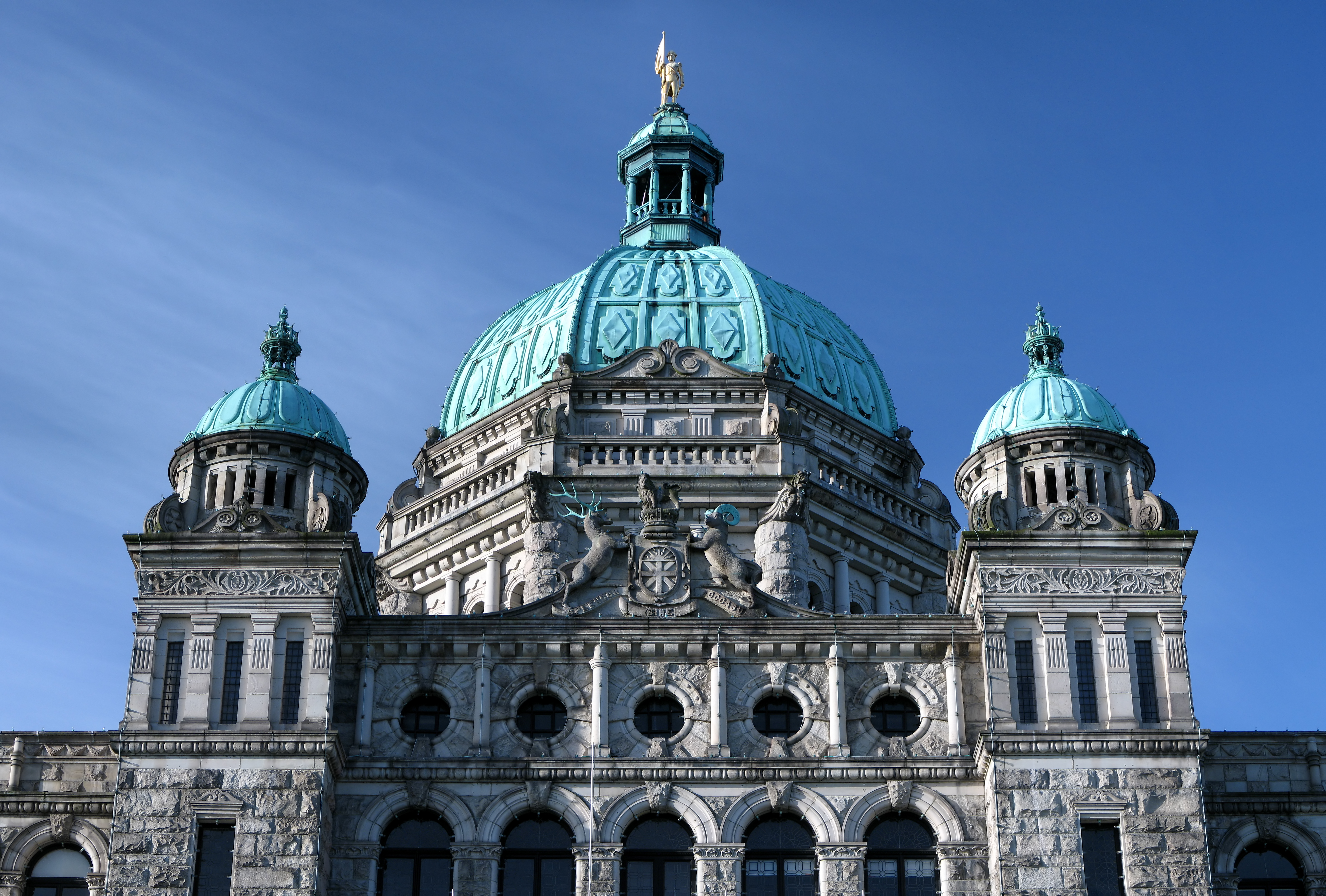
Bloque principal con detalles neobarrocos y neorrománicos
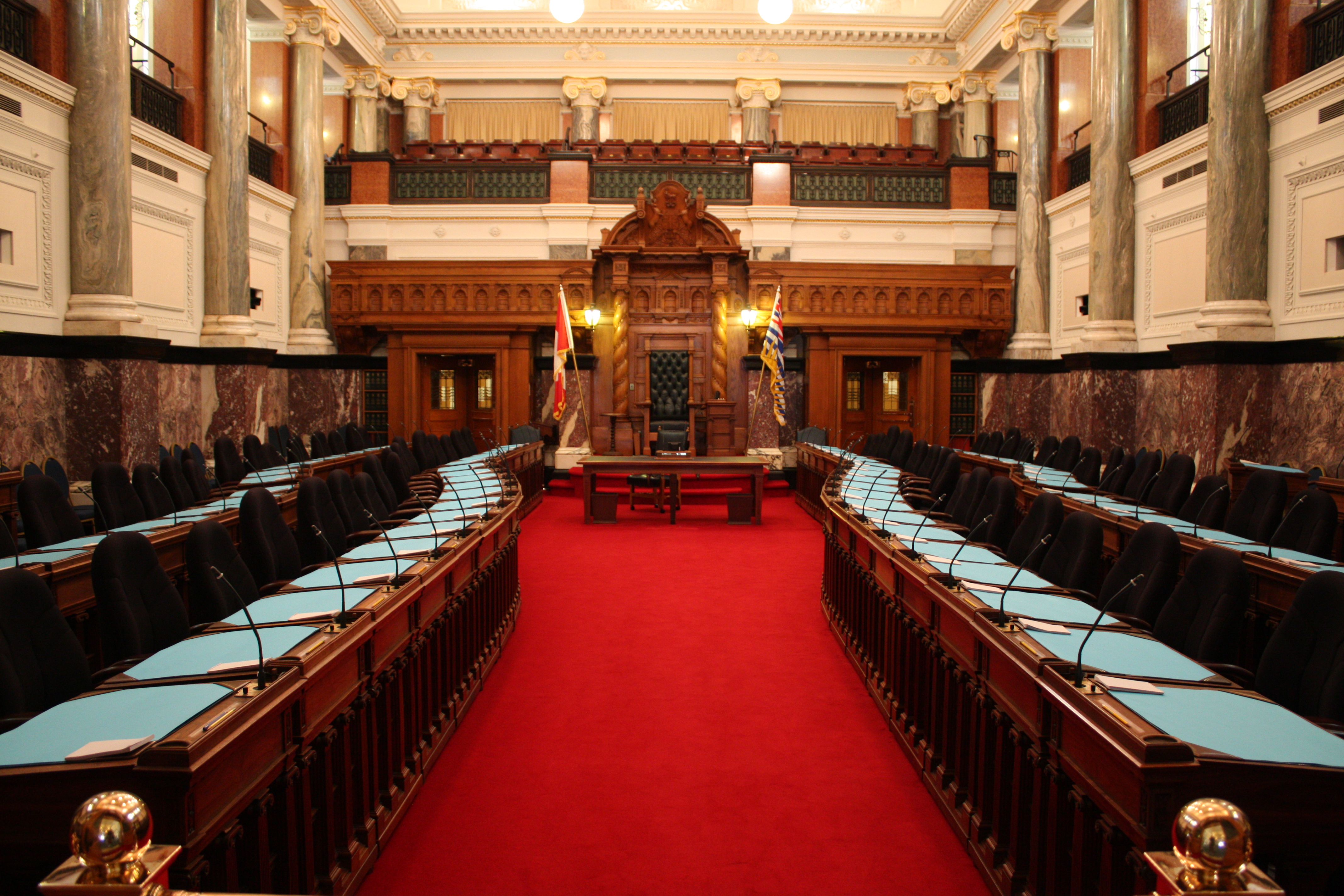
La cámara legislativa
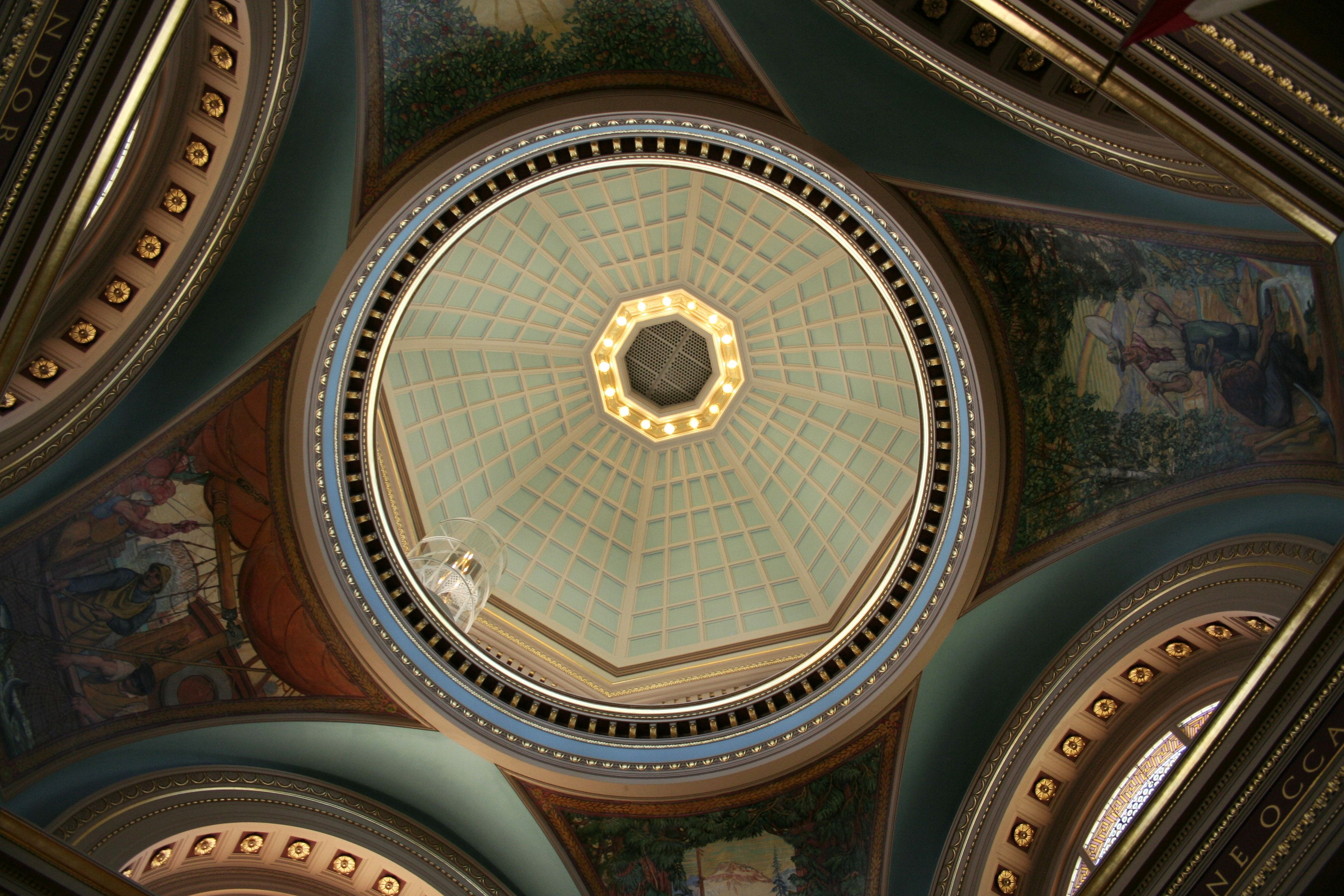
La rotonda
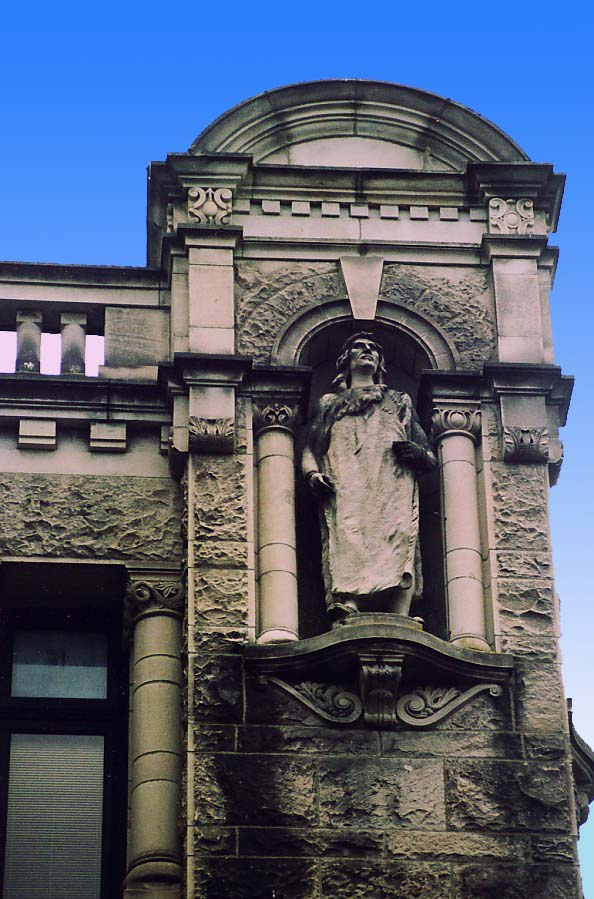
Macuina
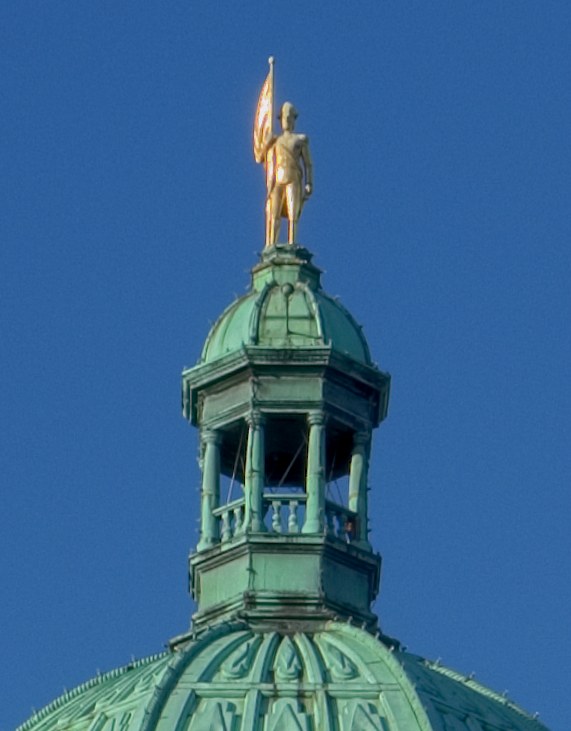
Estatua de George Vancouver de tamaño natural, recubierta de oro, que corona la cúpula